# Golan (pistolet)
Golan - izraelski pistolet samopowtarzalny kalibru 9 mm Parabellum. Jest to pistolet pełnowymiarowy o budowie zbliżonej do pistoletów SiG-Sauer.
Golan jest bronią samopowtarzalną, działającą na zasadzie krótkiego odrzutu lufy. Ryglowanie poprzez przekoszenie lufy, rolę rygla pełni komora nabojowa, a opory ryglowej okno wyrzutowe łusek. Mechanizm spustowo-uderzeniowy kurkowy, z samonapinaniem (SA/DA). Pistolet nie posiada bezpiecznika nastawnego, a jedynie zwalniacz napiętego kurka. Pistolet zasilany jest z magazynków pudełkowych o pojemności 15 (9 mm Parabellum) lub 11 (.40 S&W) naboi. Na rynek amerykański produkowane są także magazynki 10-nabojowe. Przyrządy celownicze otwarte, składają się z muszki i szczerbinki.